# Jan Jagla
Jan-Hendrik Jagla (* 25. Juni 1981 in West-Berlin) ist ein ehemaliger deutscher Basketballspieler. In der Bundesliga bestritt er für die Artland Dragons, den FC Bayern München und Alba Berlin insgesamt 188 Spiele. Jagla spielte während seiner Laufbahn auch in den Vereinigten Staaten, in Griechenland, der Türkei, Spanien und Polen. Für die deutsche Nationalmannschaft kam er zu 141 Länderspieleinsätzen und nahm an den Olympischen Spielen 2008 teil.
Jagla, mit 2,13 m genauso groß wie sein Landsmann Dirk Nowitzki, zeichnete als Spieler seine Beweglichkeit aus, und er verfügte über eine gute Technik. Seine große Stärke waren Mitteldistanz-Würfe. Er spielte auf der Small Forward/Power Forward-, manchmal auch auf der Center-Position.

## Leben und Karriere

### Vereinskarriere
Jagla begann beim TuS Neukölln 1865, wo er von seinem siebten Lebensjahr an spielte, nach seinem 18. Geburtstag wechselte er zu TuS Lichterfelde.
Jagla begann seine Profi-Basketballkarriere beim Bundesliga-Zweitligisten TuS Lichterfelde Berlin. Dort spielte er von 1999 bis 2001 und machte zuletzt 15,7 Punkte pro Spiel. Zur gleichen Zeit durfte er auch mit Alba Berlin erste Erfahrungen in der 1. Bundesliga sammeln. Ab 2001 besuchte er die Pennsylvania State University und spielte für das College-Team, die Penn State Nittany Lions, in der NCAA. Im Verlauf seines vierjährigen Studiums verbesserte er sich stetig. In seiner letzten Saison 2003/2004 brachte er es auf 13,4 Punkte und 7,9 Rebounds pro Spiel.
Im Sommer 2004 zog es ihn zurück nach Europa zum griechischen Erstliga-Aufsteiger Panellionis Athen. Doch dort wollte es ihm nicht recht gefallen und er wechselte noch 2004 zum Bundesligisten Artland Dragons aus Quakenbrück. Im Sommer 2005 wurde Jagla ins Trainingscamp der Los Angeles Clippers eingeladen, jedoch wieder aus dem endgültigen Kader gestrichen. Die Spielzeit 2005/2006 verbrachte er beim spanischen Zweitligisten Drac Inca Mallorca. Ab der Saison 2006/2007 spielte er für Türk Telekom Ankara. Im Frühjahr wurde er in die Auswahl der besten zwölf Ausländer gewählt, die die türkische Auswahlmannschaft in Istanbul am 25. März 2007 besiegen konnte.
Am 10. Juli 2007 wechselte er in die spanische Liga ACB zu DKV Joventut Badalona und blieb dort bis 2009. Er gewann dort im ersten Jahr den nationalen Pokalwettbewerb und den internationalen ULEB Cup. 2010 erreichte Jagla mit Asseco Prokom Gdynia das Viertelfinale in der Euroleague und wurde mit diesem Verein polnischer Meister.

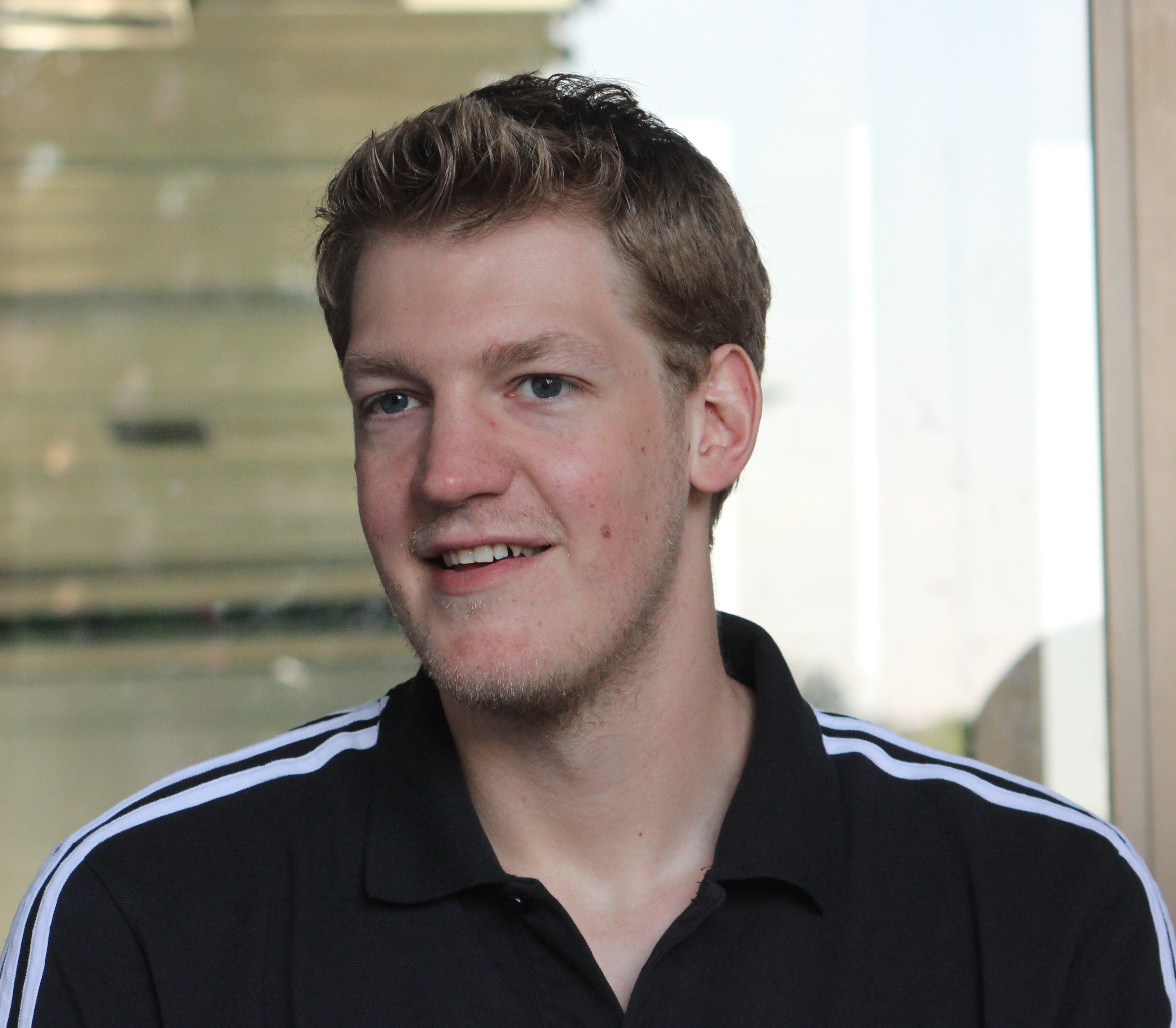
Jan Jagla, 2012

Nach einem Jahr bei seinem ehemaligen Arbeitgeber Türk Telekom Ankara kehrte Jagla zur Saison 2011/12 nach Deutschland zurück, wo er sich dem BBL-Aufsteiger FC Bayern München anschloss.
In München spielte Jagla bis Sommer 2013. Zur Saison 2013/2014 erhielt er keinen neuen Vertrag und wechselte daraufhin innerhalb der Liga zu Alba Berlin. Dort unterzeichnete er einen Vertrag über ein Jahr. Zur Saison 2014/2015 konnte sich Jagla mit den Verantwortlichen von Alba Berlin nicht auf einen neuen Vertrag verständigen, verließ den Club nach einem Jahr wieder und schloss sich wieder seinem alten Verein FC Bayern München an.
Im Juli 2015 gab Jan Jagla bekannt, seine Karriere als Profi-Basketballspieler zu beenden.
Im Altherrenbereich lief er für den TSV 1860 Rosenheim auf und wurde mit der Mannschaft Deutscher Meister.

### Nationalmannschaft
Sein Nationalmannschaftsdebüt gab Jagla mit einer überzeugenden Leistung Mitte 2003. Die Qualifikation für die Europameisterschaft 2005 spielte er auch, in den endgültigen Kader zum eigentlichen Turnier in Serbien und Montenegro kam er aber nicht.
Zur Basketball-Weltmeisterschaft 2006 in Japan schaffte er es dann schließlich in die Turnier-Mannschaft. Er durfte allerdings in 9 Spielen der Nationalmannschaft nur 36 Minuten in das Spielgeschehen eingreifen, in denen ihm 13 Punkte gelangen. Bei der WM bestritt er sein 40. Spiel für die deutsche Nationalmannschaft.
Bei der Europameisterschaft 2007 in Spanien gehörte Jagla wieder zum Kader. Im Turnierverlauf erzielte er 6,2 Punkte und 4,9 Rebounds pro Spiel bei einer Einsatzzeit von durchschnittlich 14,2 Minuten.
Im August 2008 nahm er mit der deutschen Nationalmannschaft bei den Olympischen Spielen 2008 in Peking teil, für die sich Deutschland mit dem dritten Platz beim Qualifikationsturnier mit einem 96:82-Sieg im Spiel um den dritten Platz über Puerto Rico in Athen qualifizierte. Im Turnier spielte er im Schnitt 12,8 Minuten pro Spiel und erzielte dabei durchschnittlich 5,8 Punkte und 4,6 Rebounds.
Ein Höhepunkt in seiner Nationalmannschaftskarriere war das letzte Vorrunden-Spiel gegen Lettland bei der Europameisterschaft 2009 in Polen. Deutschland durfte dieses Spiel höchstens mit acht Punkten Rückstand verlieren, lag aber kurz vor Schluss mit elf Punkten zurück. Jagla traf zunächst einen 3-Punkte-Wurf und verwandelte im Anschluss nach einem Foul noch zwei Freiwürfe, so dass Deutschland lediglich mit sechs Punkten verlor und damit die Zwischenrunde erreichte.

### Erfolge
- Deutscher A-Jugendmeister 1999
- ULEB-Cup-Sieger 2008
- Copa-del-Rey-de-Baloncesto-Sieger 2008
- Polnischer Meister 2010
- BBL-Pokal-Sieger 2014
- Deutscher Ü35-Meister 2018 (mit TSV 1860 Rosenheim)

## Nach der Spielerkarriere
Jagla war nach dem Ende seiner Laufbahn als Spieler zeitweise bei Basketballübertragungen der Fernsehsender ProSieben MAXX und Eurosport (bei den 2021 ausgetragenen Olympischen Sommerspielen 2020) als Experte tätig. Des Weiteren wurde er für ein in Spanien ansässiges Unternehmen tätig, das Digitaltechnik zur statistischen Erfassung von Basketballspielen vertreibt.

## Privatleben
Jaglas Ehefrau Ivana ist die Tochter des ehemaligen Bundestrainers Svetislav Pešić. Sein Schwager ist der ehemalige Nationalspieler Marko Pešić.